# (38283) 1999 RK59
1999 RK59 (asteroide 38283) é um asteroide da cintura principal. Possui uma excentricidade de 0.02914800 e uma inclinação de 6.77848º.
Este asteroide foi descoberto no dia 7 de setembro de 1999 por LINEAR em Socorro.